# 조곡 니코니코 동화
《조곡 니코니코 동화》(組曲『ニコニコ動画』)는 유저 시모(しも)가 편곡하여 니코니코 동화에 업로드한 동영상으로, 니코니코 동화의 인기곡들을 연결해 만든 메들리이다. 니코니코 조곡이라 불리는 경우가 많다.

## 개요
니코니코 동화에 2007년 6월 5일 업로드된 니코니코 동화에 중독된 분들에게 보내는 한 곡(ニコニコ動画中毒の方へ贈る一曲)의 개선판으로 2007년 6월 23일에 업로드되었다. 단순히 인기곡들을 미디로 연결한 것이 아니라 악곡 구성, 코드 진행, 어레인지가 매우 능숙해 업로드된 다음날부터 폭발적인 재생횟수와 인기를 기록하며, 니코니코 동화에 대대적인 영향을 주었다. 여러명의 동영상 편집자나 보컬등으로 인해 가사가 바뀌거나 전체적으로 어레인지된 버전이 다양하게 업로드 되어 있다.

## 시리즈
- 2007년 6월 5일  니코니코 동화에 중독된 분들에게 보내는 한 곡(ニコニコ動画中毒の方へ贈る一曲)

시모의 첫 조곡이다. 주로 니코니코 동화의 베타, 감마 시즌의 인기곡들을 메들리 형식으로 이었다.
- 2007년 6월 23일 조곡 니코니코 동화(組曲《ニコニコ動画》)

주로 베타, 알파, RC 시즌의 인기곡들을 사용하였다.
- 2007년 9월 9일 니코니코 동화 이야기.wav(ニコニコ動画物語.wav)

애니메이션과 게임뿐만이 아닌 다양한 장르의 인기곡들을 사용하였다. 9월 18일에 수정판이 업로드되었다.
- 2008년 4월 11일 니코니코 동화 유성군(ニコニコ動画流星群)

플레이타임을 다시 줄였다. 주로 RC, SP1 시즌의 인기곡들과 기존의 인기곡들을 사용하였다.
4월 28일 수정판이 mp3 파일로 공개되었었고, 6월 15일 재수정판 mp3 파일이 공개되었다.
- 2008년 7월 23일 니코니코 동화 유성랑(ニコニコ動画流星娘)

니코니코 동화 유성군의 숏 어레인지곡이다.
- 2009년 6월 3일 일곱색의 니코니코 동화(七色のニコニコ動画)

1년 2개월만에 나온 신메들리. 보컬로이드로 만든 곡이 많이 사용되었다.
- 2010년 2월 14일 가치무치동화 남고제(ガチムチ動画男尻祭)

니코니코 동화에서 인기있는 빌리 헤링턴의 유명한 MAD들을 주제로삼은 메들리.
- 2011년 4월 23일 조곡 니코니코 동화 개(組曲 ニコニコ動画 改)

조곡 니코니코 동화의 어레인지 버전. 엔딩이 추가되었다.
- 2011년 7월 14일 가치무치동화 남고제2(ガチムチ動画男尻祭2)

위에 있는 동명의 메들리와 같은주제로 제작된 메들리.
- 2011년 8월 3일 키치가이동화 충전록(キチガイ動画充電録)

니코니코 동화에서 인기있는 차지맨 켄의 유명한 MAD들을 주제로삼은 메들리.
- 2012년 4월 11일 가치무치동화 남고제3(ガチムチ動画男尻祭3)

위에 있는 동명의 메들리와 같은주제로 제작된 메들리.
- 2015년 1월 9일 가치무치동화 남고제4(ガチムチ動画男尻祭4)

위에 있는 동명의 메들리와 같은주제로 제작된 메들리.

## 문제점
시모가 업로드한 오리지널 곡들은 배경으로 윈도우 미디어 플레이어 시각화나 자체 제작한 영상을 이용하였지만, 어레인지나 보컬을 삽입한 2차창작물은 대부분 애니메이션 캡처를 무단으로 이용하여 저작권 문제가 되고 있다.

## 사용곡
조곡 니코니코 동화에 사용된 곡들과 곡에 대한 설명이다. 니코니코 동화를 중독으로 몰아넣는 한 곡, 니코니코 동화 이야기.wav, 니코니코 동화 유성군, 일곱색의 니코니코 동화, 초조곡 니코니코동화의 사용곡도 포함한다. 또한 남고제, 충전록의 곡명들도 기술할 것이다.

### 니코니코 동화에 중독된 분들에게 보내는 한 곡
| 번호 | 곡명                              | 설명                                                                              |
| 1    | 렛츠고! 음양사                    | 게임《신 호혈사일족 ~번뇌해방~》삽입곡                                            |
| 2    | 마리사는 엄청난 것을 훔쳐갔습니다 | 게임《동방요요몽》BGM〈인형재판 ~인간의 형상을 한 것으로 노는 소녀〉의 어레인지곡 |
| 3    | 록맨2 Dr.와일리 스테이지1         | 게임《록맨2》BGM ([[가사는 2차 창작 추억은 억천만)                                |
| 4    | God knows...                      | 애니《스즈미야 하루히의 우울》삽입곡                                              |
| 5    | 가져가! 세일러복                  | 애니《러키☆스타》오프닝 테마                                                      |
| 6    | 창성의 아쿠에리온                 | 애니《창성의 아쿠에리온》오프닝 테마                                              |
| 7    | 두사람의 모지핏탄                 | 게임《말의 퍼즐 모지핏탄》테마곡                                                  |
| 8    | 츠루펫탄                          | Silver Forest의 〈죽취비상〉〈렛츠고! 음양사〉〈두사람의 모지핏탄〉의 리믹스곡    |
| 9    | true My Heart                     | 게임《Nursery Rhyme》오프닝 테마                                                  |
| 10   | RODEO MACHINE                     | HALFBY의 노래                                                                     |
| 11   | 서곡 DRAGON QUEST                 | 게임《드래곤 퀘스트》테마곡 (가사는 키미가요 전반부)                              |
| 12   | FINAL FANTASY                     | 게임《파이널 판타지 시리즈》테마곡 (가사는 키미가요 후반부)                       |
| 13   | 가챠가챠큐트 피규@메이트          | 게임《피규@메이트》오프닝 테마                                                    |
| 14   | 그 녀석이야말로 테니스의 왕자님   | 뮤지컬《테니스의 왕자》삽입곡                                                     |

### 조곡 니코니코 동화
| 번호 | 곡명                                          | 설명                                                                              |
| 1    | 에이전트 밤을 다녀가요                        | 게임《아이돌 마스터》삽입곡                                                       |
| 2    | 맑음맑음 유쾌                                 | 애니《스즈미야 하루히의 우울》엔딩 테마                                           |
| 3    | 환부에서 멈추고 바로 녹는다～ 광기의 우동게인 | 게임《동방영야초》BGM〈광기의 눈동자 ~Invisible Full Moon〉의 어레인지곡          |
| 4    | Help me, ERINNNNNN!!                          | 게임《동방영야초》BGM〈죽취비상 ~Lunatic Princess〉의 어레인지곡                  |
| 5    | nowhere                                       | 애니《MADLAX》오프닝 테마                                                         |
| 6    | 크리티우스의 송곳니                           | 애니《유희왕 듀얼몬스터즈》BGM                                                    |
| 7    | GONG                                          | 게임《제3차 슈퍼로봇대전 α 종언의 은하로》오프닝 테마                             |
| 8    | 숲의 버섯을 조심                              | 게임《슈퍼마리오 RPG》BGM（가사는 2차 창작）                                      |
| 9    | Butter-Fly                                    | 애니《디지몬 어드벤처》오프닝 테마.                                               |
| 10   | 붉은 맹세                                     | 애니《무장연금》오프닝 테마                                                       |
| 11   | 에어맨을 쓰러뜨릴 수 없어                     | 앨범《에어맨을 쓰러뜨릴 수 없어》 수록곡                                          |
| 12   | 용기 VS 의지                                  | 뮤지컬《테니스의 왕자》삽입곡                                                     |
| 13   | 언인스톨                                      | 애니《우리들의》오프닝 테마                                                       |
| 14   | 새의 시                                       | 게임《AIR》오프닝 테마                                                            |
| 15   | you                                           | 게임《쓰르라미 울적에》삽입곡                                                     |
| 16   | 마리사는 엄청난 것을 훔쳐갔습니다             | 게임《동방요요몽》BGM〈인형재판 ~인간의 형상을 한 것으로 노는 소녀〉의 어레인지곡 |
| 17   | 록맨2 Dr.와일리 스테이지1                     | 게임《록맨2》BGM (가사는 2차 창작 추억은 억천만)                                  |
| 18   | God knows...                                  | 애니《스즈미야 하루히의 우울》삽입곡                                              |
| 19   | 가져가! 세일러복                              | 애니《러키☆스타》오프닝 테마                                                      |
| 20   | 가챠가챠헤르츠 피규@라디오                    | 게임《피규@메이트》오프닝 테마                                                    |
| 21   | 창성의 아쿠에리온                             | 애니《창성의 아쿠에리온》오프닝 테마                                              |
| 22   | 두사람의 모지핏탄                             | 게임《말의 퍼즐 모지핏탄》테마곡                                                  |
| 23   | 츠루펫탄                                      | Silver Forest의 〈죽취비상〉〈렛츠고! 음양사〉〈두사람의 모지핏탄〉의 리믹스곡    |
| 24   | Overworld theme                               | 게임《슈퍼마리오 월드》BGM                                                        |
| 25   | true My Heart                                 | 게임《Nursery Rhyme》오프닝 테마                                                  |
| 26   | kiss my lips                                  | 사쿠라 사오리의 노래                                                              |
| 27   | RODEO MACHINE                                 | HALFBY의 노래                                                                     |
| 28   | 서곡 DRAGON QUEST                             | 게임《드래곤 퀘스트》테마곡 (가사는 키미가요 전반부)                              |
| 29   | FINAL FANTASY                                 | 게임《파이널 판타지 시리즈》테마곡 (가사는 키미가요 후반부)                       |
| 30   | 가챠가챠큐트 피규@메이트                      | 게임《피규@메이트》오프닝 테마                                                    |
| 31   | 그 녀석이야말로 테니스의 왕자                 | 뮤지컬《테니스의 왕자》삽입곡                                                     |
| 32   | 렛츠고! 음양사                                | 게임《신 호혈사일족 ~번뇌해방~》삽입곡                                            |
| 33   | 사쿠라 사쿠라 Feat.foo씨                      | 일본 옛노래. 과거 니코니코 동화에서 삭제된 영상대신 흘러나오던 노래               |

#### 조곡 니코니코 동화 개
| 번호 | 곡명                                          | 설명                                                                              |
| 1    | 에이전트 밤을 다녀가요                        | 게임《아이돌 마스터》삽입곡                                                       |
| 2    | 맑음맑음 유쾌                                 | 애니《스즈미야 하루히의 우울》엔딩 테마                                           |
| 3    | 환부에서 멈추고 바로 녹는다～ 광기의 우동게인 | 게임《동방영야초》BGM〈광기의 눈동자 ~Invisible Full Moon〉의 어레인지곡          |
| 4    | Help me, ERINNNNNN!!                          | 게임《동방영야초》BGM〈죽취비상 ~Lunatic Princess〉의 어레인지곡                  |
| 5    | nowhere                                       | 애니《MADLAX》오프닝 테마                                                         |
| 6    | 크리티우스의 송곳니                           | 애니《유희왕 듀얼몬스터즈》BGM                                                    |
| 7    | GONG                                          | 게임《제3차 슈퍼로봇대전 α 종언의 은하로》오프닝 테마                             |
| 8    | 숲의 버섯을 조심                              | 게임《슈퍼마리오 RPG》BGM（가사는 2차 창작）                                      |
| 9    | Butter-Fly                                    | 애니《디지몬 어드벤처》오프닝 테마.                                               |
| 10   | 붉은 맹세                                     | 애니《무장연금》오프닝 테마                                                       |
| 11   | 에어맨을 쓰러뜨릴 수 없어                     | 앨범《에어맨을 쓰러뜨릴 수 없어》 수록곡                                          |
| 12   | 용기 VS 의지                                  | 뮤지컬《테니스의 왕자》삽입곡                                                     |
| 13   | 언인스톨                                      | 애니《우리들의》오프닝 테마                                                       |
| 14   | 새의 시                                       | 게임《AIR》오프닝 테마                                                            |
| 15   | you                                           | 게임《쓰르라미 울적에》삽입곡                                                     |
| 16   | 마리사는 엄청난 것을 훔쳐갔습니다             | 게임《동방요요몽》BGM〈인형재판 ~인간의 형상을 한 것으로 노는 소녀〉의 어레인지곡 |
| 17   | 록맨2 Dr.와일리 스테이지1                     | 게임《록맨2》BGM (가사는 2차 창작 추억은 억천만)                                  |
| 18   | God knows...                                  | 애니《스즈미야 하루히의 우울》삽입곡                                              |
| 19   | 가져가! 세일러복                              | 애니《러키☆스타》오프닝 테마                                                      |
| 20   | 가챠가챠헤르츠 피규@라디오                    | 게임《피규@메이트》오프닝 테마                                                    |
| 21   | 창성의 아쿠에리온                             | 애니《창성의 아쿠에리온》오프닝 테마                                              |
| 22   | 두사람의 모지핏탄                             | 게임《말의 퍼즐 모지핏탄》테마곡                                                  |
| 23   | 츠루펫탄                                      | Silver Forest의 〈죽취비상〉〈렛츠고! 음양사〉〈두사람의 모지핏탄〉의 리믹스곡    |
| 24   | Here we go!                                   | 게임《슈퍼마리오 월드》BGM                                                        |
| 25   | true My Heart                                 | 게임《Nursery Rhyme》오프닝 테마                                                  |
| 26   | kiss my lips                                  | 사쿠라 사오리의 노래                                                              |
| 27   | RODEO MACHINE                                 | HALFBY의 노래                                                                     |
| 28   | 서곡 (DRAGON QUES)T                           | 게임《드래곤 퀘스트》테마곡 (가사는 키미가요 전반부)                              |
| 29   | FINAL FANTASY                                 | 게임《파이널 판타지 시리즈》테마곡 (가사는 키미가요 후반부)                       |
| 30   | 가챠가챠큐트 피규@메이트                      | 게임《피규@메이트》오프닝 테마                                                    |
| 31   | 그 녀석이야말로 테니스의 왕자님               | 뮤지컬《테니스의 왕자》삽입곡                                                     |
| 32   | 렛츠고! 음양사                                | 게임《신 호혈사일족 ~번뇌해방~》삽입곡                                            |
| ED1  | 마리사는 엄청난 것을 훔쳐갔습니다             | 게임《동방요요몽》BGM〈인형재판 ~인간의 형상을 한 것으로 노는 소녀〉의 어레인지곡 |
| ED2  | 록맨2 Dr.와일리 스테이지1                     | 게임《록맨2》BGM (가사는 2차 창작 추억은 억천만)                                  |
| ED3  | 맑음맑음 유쾌                                 | 애니《스즈미야 하루히의 우울》엔딩 테마                                           |
| ED4  | 잠도 피해서 Reset!                            | 애니《러키☆스타》히이라기 츠카사 캐릭터송                                         |
| ED5  | 커비의 구루메 레이스                          | 게임《별의 커비 슈퍼 디럭스》BGM                                                  |
| ED6  | U.N.오웬은 그녀인가?                          | 게임《동방홍마향》BGM                                                             |
| ED7  | 케로⑨destiny                                  | Silver Forest의 게임《동방풍신록》BGM〈네이티브 페이스〉의 어레인지곡             |
| ED8  | 미쿠미쿠하게 해줄게♪                          | ika가 하츠네 미쿠를 이용해 만든 음악                                              |
| ED9  | 렛츠고! 음양사                                | 게임《신 호혈사일족 ~번뇌해방~》삽입곡                                            |

### 니코니코 동화 이야기.wav
| 번호     | 곡명                                          | 설명 |
| 0        | 인트로                                        | 《마리사는 엄청난 것을 훔쳐갔습니다》,《록맨2 Dr.와일리 스테이지1》,《그 녀석이야말로 테니스의 왕자님》、《렛츠고! 음양사》 |
| 1        | ENDLESS RAIN                                  | 엑스 재팬의 노래 |
| 2        | 코나유키                                      | 레미오로멘의 노래 |
| 3        | GREEN GREENS                                  | 게임《별의 커비》BGM |
| 4-1      | Here we go!                                   | 게임《슈퍼마리오 월드》BGM                                                                                                  |
| 4-2      | GREEN GREENS                                  | 게임《별의 커비》BGM |
| 5-1      | SMILES&TEARS                                  | 게임《MOTHER2》엔딩 테마 |
| 5-2(6)   | Eight Melodies                                | 게임《MOTHER》메인 테마 |
| 5-3(7)   | 사랑의 테마                                   | 게임《MOTHER3》메인 테마 |
| 8        | CANDY POP                                     | Heartsdales의 노래 |
| 9-1      | GO MY WAY!!                                   | 게임《아이돌 마스터》삽입곡                                                                                                 |
| 9-2      | SMILES&TEARS                                  | 게임《MOTHER2》엔딩 테마 |
| 10-1     | 가져가! 세일러복                              | 애니《러키☆스타》오프닝 테마                                                                                                |
| 10-2(11) | God knows...                                  | 애니《스즈미야 하루히의 우울》삽입곡                                                                                        |
| 12       | 에이전트 밤을 다녀가요                        | 게임《아이돌 마스터》삽입곡                                                                                                 |
| 13       | 맑음맑음 유쾌                                 | 애니《스즈미야 하루히의 우울》엔딩 테마                                                                                     |
| 14-1     | 사람으로서 축이 흔들리고 있어                 | 애니《안녕, 절망선생》오프닝 테마                                                                                           |
| 14-2     | 맑음맑음 유쾌                                 | 애니《스즈미야 하루히의 우울》엔딩 테마                                                                                     |
| 15       | PRIDE                                         | 《프라이드 파이팅 챔피언십》테마곡(니코니코동화에서는, [세계 최강의 국기, 스모]의 삽입곡)                                   |
| 16       | 추석                                          | The Drifters BGM(니코니코동화에서는, [이치로의 레이저빔으로 지구멸망]의 삽입곡)                                             |
| 17       | 달려라! 스파이더맨                            | 드라마《스파이더맨》오프닝 테마                                                                                             |
| 18       | Ievan Polkka                                  | 핀란드 민요(파돌리기송) |
| 19       | 미코니코 너스・사랑의 테마                    | 게임《미코미코 너스》엔딩 테마                                                                                              |
| 20       | 최강OX계획                                    | 애니《스모모모모모모 지상최강의 신부》오프닝 테마                                                                           |
| 21       | 우사테위                                      | 게임《동방화영총》BGM〈우좌신궁의 하얀 깃발〉의 어레인지곡                                                                  |
| 22-1     | 가챠가챠큐트 피규@메이트                      | 게임《피규@메이트》오프닝 테마                                                                                              |
| 22-2(23) | 환부에서 멈추고 바로 녹는다～ 광기의 우동게인 | 게임《동방영야초》BGM〈광기의 눈동자 ~Invisible Full Moon〉의 어레인지곡                                                    |
| 24-1     | Help me, ERINNNNNN!!                          | 게임《동방영야초》BGM〈죽취비상 ~Lunatic Princess〉의 어레인지곡                                                            |
| 24-2(25) | 구부러져라 스펙터클                           | 애니《스즈미야 하루히의 우울》코이즈미 이츠키 캐릭터송                                                                      |
| 26-1     | 사쿠란보                                      | 오오츠카 아이의 노래 |
| 26-2(27) | 사랑의 미쿠루 전설                            | 애니《스즈미야 하루히의 우울》삽입곡                                                                                        |
| 26-3     | 빅브릿지의 사투                               | 게임《파이널 판타지5》BGM                                                                                                   |
| 28       | 빅브릿지의 사투                               | 게임《파이널 판타지5》BGM                                                                                                   |
| 29       | 그 녀석이야말로 테니스의 왕자님               | 뮤지컬《테니스의 왕자》삽입곡                                                                                               |
| 30       | 눈과 아이                                     | 웹 음악(니코니코동화에서는, [고양이 냄비(ねこ鍋)]의 삽입곡)                                                                 |
| 31       | 대상a                                         | 애니《쓰르라미 울적에 해답편》엔딩 테마                                                                                     |
| 32       | 나락의 꽃                                     | 애니《쓰르라미 울적에 해답편》오프닝 테마                                                                                   |
| 33       | 달의 왈츠                                     | NHK《모두의 노래》2004년 10~11월 방송곡                                                                                     |
| 33-1     | GOLD RUSH                                     | 게임《비트매니아 IIDX》수록곡                                                                                               |
| 34       | GOLD RUSH                                     | 게임《비트매니아 IIDX》수록곡                                                                                               |
| 35       | 드라마틱                                      | 애니《크게 휘두르며》오프닝 테마                                                                                            |
| 36       | 잔혹한 천사의 테제                            | 애니《신세기 에반게리온》오프닝 테마                                                                                        |
| 37-1     | U.N.오웬은 그녀인 것인가?                     | 게임《동방홍마향》BGM |
| 37-2     | 잔혹한 천사의 테제                            | 애니《신세기 에반게리온》오프닝 테마                                                                                        |
| 38       | 네크로 판타지아                               | 게임《동방요요몽》BGM |
| 39       | 정열대륙                                      | MBS《정열대륙》테마곡 |
| 40       | Princess Bride!                               | 게임《Princess Bride》오프닝 테마                                                                                           |
| 41       | Love Cheat!                                   | 게임《이타다키 장갸리안 R》오프닝 테마                                                                                      |
| 42       | Butter-Fly                                    | 애니《디지몬 어드벤처》오프닝 테마                                                                                          |
| 43       | 붉은 맹세                                     | 애니《무장연금》오프닝 테마                                                                                                 |
| 44       | SKILL                                         | 게임《제2차 슈퍼로봇대전 알파》오프닝 테마                                                                                  |
| 45       | 창성의 아쿠에리온                             | 애니《창성의 아쿠에리온》오프닝 테마                                                                                        |
| 46       | 두사람의 모지핏탄                             | 게임《말의 퍼즐 모지핏탄》테마곡                                                                                            |
| 47       | 츠루펫탄                                      | Silver Forest의 〈죽취비상〉〈렛츠고! 음양사〉〈두사람의 모지핏탄〉의 리믹스곡                                              |
| 48       | true My Heart                                 | 게임《Nursery Rhyme》오프닝 테마                                                                                            |
| 49       | relations                                     | 게임《아이돌 마스터》삽입곡                                                                                                 |
| 50       | 언인스톨                                      | 애니《보쿠라노》오프닝 테마                                                                                                 |
| 51       | 새의 시                                       | 게임《AIR》오프닝 테마 |
| 52-1     | you                                           | 게임《쓰르라미 울적에》삽입곡                                                                                               |
| 52-2     | 언인스톨                                      | 애니《보쿠라노》오프닝 테마                                                                                                 |
| 53       | 마리사는 엄청난 것을 훔쳐갔습니다             | 게임《동방요요몽》BGM〈인형재판 ~인간의 형상을 한 것으로 노는 소녀〉의 어레인지곡                                           |
| 53-2(51) | you                                           | 게임《쓰르라미 울적에》삽입곡                                                                                               |
| 54-1     | 록맨2 Dr.와일리 스테이지1                     | 게임《록맨2》BGM〈Dr.WILY STAGE 1〉(가사는 2차 창작 추억은 억천만)                                                          |
| 54-2     | 마리사는 엄청난 것을 훔쳐갔습니다             | 게임《동방요요몽》BGM〈인형재판 ~인간의 형상을 한 것으로 노는 소녀〉의 어레인지곡                                           |
| 55       | 그 녀석이야말로 테니스의 왕자님               | 뮤지컬《테니스의 왕자》삽입곡                                                                                               |
| 56       | 렛츠고! 음양사                                | 게임《신 호혈사일족 ~번뇌해방~》삽입곡                                                                                      |
| ED1-1    | 록맨2 Dr.와일리 스테이지1                     | 게임《록맨2》BGM〈Dr.WILY STAGE 1〉(가사는 2차 창작 추억은 억천만)                                                          |
| ED1-2    | true My Heart                                 | 게임《Nursery Rhyme》오프닝 테마                                                                                            |
| ED2-1    | 마리사는 엄청난 것을 훔쳐갔습니다             | 게임《동방요요몽》BGM〈인형재판 ~인간의 형상을 한 것으로 노는 소녀〉의 어레인지곡                                           |
| ED2-2    | 가챠가챠큐트 피규@메이트                      | 게임《피규@메이트》오프닝 테마                                                                                              |
| ED3-1    | 렛츠고! 음양사                                | 게임《신 호혈사일족 ~번뇌해방~》삽입곡                                                                                      |
| ED3-2    | Here we go!                                   | 게임《슈퍼마리오 월드》BGM                                                                                                  |
| ED4-1    | 그 녀석이야말로 테니스의 왕자님               | 뮤지컬《테니스의 왕자》삽입곡                                                                                               |
| ED4-2    | 가져가! 세일러복                              | 애니《러키☆스타》오프닝 테마                                                                                                |
| ED5      | 렛츠고! 음양사                                | 게임《신 호혈사일족 ~번뇌해방~》삽입곡                                                                                      |

### 니코니코 동화 유성군
| 번호     | 곡명                                          | 설명                                                                                                |
| 0        | 시보 (니코니코 동화)                          | 니코니코 동화의 시보                                                                                |
| 1        | STAR RISE                                     | 애니《뱀부 블레이드》엔딩 테마                                                                      |
| 2        | 잠도 피해서 Reset!                            | 애니《럭키☆스타》히이라기 츠카사 캐릭터송                                                           |
| 3-1      | 하나마루☆센세이션                             | 애니《아이들의 시간》엔딩 테마                                                                      |
| 3-2(4)   | caramelldansen                                | Caramell의 노래                                                                                     |
| 5        | 커비의 구루메 레이스                          | 게임《별의 커비 슈퍼 디럭스》BGM                                                                    |
| 6        | nowhere                                       | 애니《MADLAX》오프닝 테마                                                                           |
| 7        | 치타맨2 BGM                                   | 게임《치타맨2》BGM                                                                                  |
| 8        | Ievan Polkka                                  | Loituma의 곡 (파돌리기송)                                                                           |
| 9        | 발랄라이카                                    | 애니《키라링☆레볼루션(라라의 스타일기)》오프닝 테마(야라나이카로도 불린다)                          |
| 10       | 남녀                                          | 타로의 노래                                                                                         |
| 11       | 몬태규가와 캐퓰릿가 (로미오와 줄리앳)         | 세르게이 세르기비치 프로코피예프의 곡(게임 저주의 관BGM)                                            |
| 12       | I'm lovin' it                                 | 맥도날드의 CM송, 저스틴 팀버레이크의 곡                                                             |
| 13       | The Last Wolf Suite                           | 애니《바람의 검심》시시오 마코토 테마                                                               |
| 14       | 클리어까지 잠들지 않아!                       | 앨범《클리어까지 잠들지 않아!》수록곡                                                               |
| 15       | 미래로의 포효                                 | 게임《마브러브》오프닝 테마                                                                         |
| 16       | 에어맨이 쓰러지지 않아                        | 앨범《에어맨을 쓰러뜨릴 수 없어》수록곡                                                             |
| 17       | Melt                                          | supercell의 ryo가 하츠네 미쿠를 이용해 만든 음악                                                    |
| 18       | 경단대가족                                    | 애니《클라나드》엔딩 테마                                                                           |
| 19       | 바람의 동경                                   | 게임《크로노 트리거》BGM                                                                            |
| 20       | 눈, 무음, 창가에서                            | 애니《스즈미야 하루히의 우울》나가토 유키 캐릭터송                                                  |
| 21       | you                                           | 게임《쓰르라미 울적에 해》의 메아카시 편 ED                                                         |
| 22       | 마리사는 엄청난 것을 훔쳐갔습니다             | 게임《동방요요몽》BGM〈인형재판 ~인간의 형상을 한 것으로 노는 소녀〉의 어레인지곡                   |
| 23       | 최종귀축여동생 플랑도르S                      | 게임《동방홍마향》BGM〈U.N.오웬은 그녀인 것인가?〉의 어레인지곡                                     |
| 24       | 신부로 삼아주세요!                            | 게임《동방화영총》BGM〈오리엔탈 다크 플레이트〉의 어레인지곡                                        |
| 25       | 록맨2 Dr.와일리 스테이지1                     | 게임《록맨2》BGM〈Dr.WILY STAGE 1〉(가사는 2차 창작 추억은 억천만)                                  |
| 26-1     | (åh) När ni tar saken i egna händer           | AfterDark의 노래                                                                                    |
| 26-2(27) | 맑음맑음 유쾌                                 | 애니《스즈미야 하루히의 우울》엔딩 테마                                                             |
| 28-1     | God knows...                                  | 애니《스즈미야 하루히의 우울》삽입곡                                                                |
| 28-2(29) | JOINT                                         | 애니《작안의 샤나 세컨드》오프닝 테마                                                               |
| 30-1     | 해독불능                                      | 애니《코드기어스 반역의 를르슈》오프닝 테마                                                         |
| 30-2(31) | The happy escapism song                       | Saka-ROW조의 노래                                                                                   |
| 32       | 퍼펙트 스타·퍼펙트 스타일                     | 퍼퓸의 노래                                                                                         |
| 33       | 환부에서 멈추고 바로 녹는다～ 광기의 우동게인 | 게임《동방영야초》BGM〈광기의 눈동자 ~Invisible Full Moon〉의 어레인지곡                            |
| 34-1     | Help me, ERINNNNNN!!                          | 게임《동방영야초》BGM〈죽취비상 ~Lunatic Princess〉의 어레인지곡                                    |
| 34-2(35) | 천년환상향 ~History of the moon               | 게임《동방영야초》BGM                                                                               |
| 36       | Little Busters!                               | 게임《리틀 버스터즈!》오프닝 테마                                                                   |
| 37       | 1000%SPARKING!                                | 애니《네기마!?》오프닝 테마                                                                         |
| 38       | 용기 VS 의지                                  | 뮤지컬《테니스의 왕자》삽입곡                                                                       |
| 39       | 그 녀석이야말로 테니스의 왕자님               | 뮤지컬《테니스의 왕자》삽입곡                                                                       |
| 40       | 에이전트 밤을 다녀가요                        | 게임《아이돌 마스터》삽입곡                                                                         |
| 41       | 네이티브 페이스                               | 게임《동방풍신록》BGM                                                                               |
| 42-1     | true My Heart                                 | 게임《Nursery Rhyme》오프닝 테마                                                                    |
| 42-2(43) | 케로⑨destiny                                  | 게임《동방풍신록》BGM〈네이티브 페이스〉의 어레인지곡                                               |
| 44       | YATTA!                                        | 잎사귀대의 노래                                                                                     |
| 45       | 미쿠미쿠하게 해줄게♪                          | ika가 하츠네 미쿠를 이용해 만든 음악                                                                |
| 46       | 렛츠고! 음양사                                | 게임《신 호혈사일족 ~번뇌해방~》삽입곡                                                              |
| ED1-0    | 렛츠고! 음양사                                | 게임《신 호혈사일족 ~번뇌해방~》삽입곡                                                              |
| ED1-1    | 마리사는 엄청난 것을 훔쳐갔습니다             | 게임《동방요요몽》BGM〈인형재판 ~인간의 형상을 한 것으로 노는 소녀〉의 어레인지곡                   |
| ED1-2    | 록맨2 Dr.와일리 스테이지1                     | 게임《록맨2》BGM〈Dr.WILY STAGE 1〉(가사는 2차 창작 추억은 억천만)                                  |
| ED1-3    | 맑음맑음 유쾌                                 | 애니《스즈미야 하루히의 우울》엔딩 테마                                                             |
| ED1-4    | 잠도 피해서 Reset!                            | 애니《러키☆스타》히이라기 츠카사 캐릭터송                                                           |
| ED1-5    | 미쿠미쿠하게 해줄게♪                          | ika가 하츠네 미쿠를 이용해 만든 음악                                                                |
| ED1-6    | 커비의 구루메 레이스                          | 게임《별의 커비 슈퍼 디럭스》BGM                                                                    |
| ED1-7    | U.N.오웬은 그녀인 것인가?                     | 게임《동방홍마향》BGM                                                                               |
| ED1-8    | 케로⑨destiny                                  | Silver Forest의 게임《동방풍신록》BGM〈네이티브 페이스〉의 어레인지곡                               |
| ED2-1    | 미쿠미쿠하게 해줄게♪                          | ika가 하츠네 미쿠를 이용해 만든 음악                                                                |
| ED2-2    | 렛츠고! 음양사                                | 게임《신 호혈사일족 ~번뇌해방~》삽입곡                                                              |
| 47       | G선상의 아리아                                | 요한 제바스티안 바흐의 곡. 과거 니코니코 동화에서 삭제된 영상대신 흘러나오던 노래(일명 'Nice Boat') |

#### 니코니코 동화 유성랑
| 번호     | 곡명                                          | 설명                                                                              |
| 0        | 시보 니코니코 동화                            | 니코니코 동화의 시보                                                              |
| 1        | STAR RISE                                     | 애니《뱀부 블레이드》엔딩 테마                                                    |
| 2        | 잠도 피해서 Reset!                            | 애니《러키☆스타》히이라기 츠카사 캐릭터송                                         |
| 3-1      | 하나마루☆센세이션                             | 애니《아이들의 시간》엔딩 테마                                                    |
| 3-2(4)   | caramelldansen                                | Caramell의 노래                                                                   |
| 5        | 환부에서 멈추고 바로 녹는다～ 광기의 우동게인 | 게임《동방영야초》BGM〈광기의 눈동자 ~Invisible Full Moon〉의 어레인지곡          |
| 6-1      | nowhere                                       | 애니《MADLAX》오프닝 테마                                                         |
| 6-2(7)   | Ievan Polkka                                  | 핀란드 민요                                                                       |
| 8        | 발랄라이카                                    | 애니《키라링☆레볼루션》오프닝 테마                                                |
| 9        | 남녀                                          | 타로의 노래                                                                       |
| 10       | The Last Wolf Suite                           | 애니《바람의 검심》시시오 마코토 테마                                             |
| 11       | 미래에의 포효                                 | 게임《마브러브》오프닝 테마                                                       |
| 12       | 에어맨을 쓰러뜨릴 수 없어                     | 앨범《에어맨을 쓰러뜨릴 수 없어》수록곡                                           |
| 13       | 눈, 무음, 창가에서                            | 애니《스즈미야 하루히의 우울》나가토 유키 캐릭터송                                |
| 14       | 마리사는 엄청난 것을 훔쳐갔습니다             | 게임《동방요요몽》BGM〈인형재판 ~인간의 형상을 한 것으로 노는 소녀〉의 어레인지곡 |
| 15       | 록맨2 Dr.와일리 스테이지1                     | 게임《록맨2》BGM〈Dr.WILY STAGE 1〉                                               |
| 16-1     | God knows...                                  | 애니《스즈미야 하루히의 우울》삽입곡                                              |
| 16-2(17) | JOINT                                         | 애니《작안의 샤나 세컨드》오프닝 테마                                             |
| 18-1     | 맑음맑음 유쾌                                 | 애니《스즈미야 하루히의 우울》엔딩 테마                                           |
| 18-2(19) | YATTA!                                        | 잎사귀전대의 노래                                                                 |
| 20       | 미쿠미쿠하게 해줄게♪                          | ika가 하츠네 미쿠를 이용해 만든 음악                                              |
| 21       | 렛츠고! 음양사                                | 게임《신 호혈사일족 ~번뇌해방~》삽입곡                                            |
| 21-2(22) | '그 녀석이야말로 테니스의 왕자님              | 뮤지컬《테니스의 왕자》삽입곡                                                     |

목록에 명시되어 있진 않지만 '몬태규가와 캐퓰릿가 (로미오와 줄리앳)'가 사용되었다.

### 일곱색의 니코니코 동화
| 번호     | 곡명                                               | 설명 |
| 1        | Black★Rock Shooter                                 | ryo가 하츠네 미쿠를 이용해 만든 음악                                                                    |
| 2        | Heavenly Star                                      | 건강 로켓츠의 노래                                                                                      |
| 3        | Do-Dai                                             | 게임《아이돌 마스터》삽입곡                                                                             |
| 4-1      | 힘ㅋ이ㅋ넘ㅋ친ㅋ다ㅋㅋㅋ (대나무 피리 금단증상 L5) | 시마시마P의 오리지널 노래                                                                               |
| 4-2(5)   | Under My Skin                                      | Paffendorf (feat. Leyla de Vaar)의 노래                                                                 |
| 6-1      | 나이트·오브·나이츠                                 | 비트마리오. 동방화영총 《플라워링 나이트》의 어레인지                                                   |
| 6-2(7)   | 댄싱☆사무라이                                      | mathru가 카무이 가쿠포를 이용해 만든 음악                                                               |
| 8        | 샌드 캐니언                                        | 게임《별의 커비 3》BGM                                                                                  |
| 9        | 스카이 하이                                        | 게임《별의 커비 슈퍼 디럭스》BGM                                                                        |
| 10       | 팝 스타                                            | 게임《별의 커비 64》BGM                                                                                 |
| 11       | Got The Groove                                     | SM-Trax의 노래([죽고싶네]라고도 불린다.)                                                                |
| 12       | 죽은 왕녀를 위한 세브렛트                          | 게임《동방홍마향》레밀리아 스칼렛 BGM                                                                   |
| 13       | Bad Apple!! feat. nomico                           | Alstroemeria Records의 노래. 《동방환상향》 Bad apple!! 어레인지                                        |
| 14       | 나는 도쿄에 갈 거야~                               | 요시 이쿠조의 노래                                                                                      |
| 15       | RAINBOW GIRL                                       | 2채널 VIP판에 스레드 '작곡할 수 있는 놈들 좀 와봐스레'                                                  |
| 16       | Starry Sky                                         | capsule의 노래                                                                                          |
| 17       | Hello Windows                                      | 수염 드라이버의 오리지널 곡 (Microsoft Windows XP의 효과음 어레인지)                                    |
| 18       | 최강 퍼레퍼레이드                                  | 라디오《스즈미야 하루히의 우울 SOS단 라디오 지부》오프닝 테마                                           |
| 19       | 하늘                                               | CD《THE IDOLM@STER MASTER ARTIST FINALE》수록곡                                                         |
| 20       | celluloid                                          | baker가 하츠네 미쿠를 이용해 만든 음악                                                                  |
| 21       | 하츠네 미쿠의 소실                                 | cosMo(폭주P)가 하츠네 미쿠를 이용해 만든 음악                                                           |
| 22       | 라이온                                             | 애니《마크로스F》오프닝 테마                                                                            |
| 23       | 성간비행                                           | 애니《마크로스F》삽입곡                                                                                 |
| 24       | 일본의 동료                                        | 야지마 미용실의 노래                                                                                    |
| 25       | Promise                                            | 히로세 코우미의 노래 (니코니코동화에서는, [ゲッダン(겟단)]의 배경음악이 되었다.)                        |
| 26       | 혼의 루프란                                        | 영화《신세기 에반게리온 극장판 DEATH & REBIRTH 사도신생》오프닝 테마([혼의 소프란]이란 매드로도 불린다) |
| 27       | 월드 이즈 마인                                     | ryo(supercell)가 하츠네 미쿠를 이용해 만든 음악                                                         |
| 28       | 말괄량이 연랑                                      | 게임《동방홍마향》치르노 BGM                                                                            |
| 29-1     | TOWN(텟-텟-테-)                                    | 게임《아이돌 마스터》삽입곡                                                                             |
| 29-2(30) | 폽핍포─                                            | 라마즈P가 하츠네 미쿠를 이용해 만든 음악                                                                |
| 31       | 미조노쿠치 태양족                                  | 애니《천체전사 선레드》오프닝 테마                                                                      |
| 32       | 벼랑 위의 포뇨                                     | 애니《벼랑 위의 포뇨》엔딩 테마                                                                         |
| 33       | 하카다의 소금                                      | 하카타염업 TVCM 《하카타의 소금》사운드 로고                                                            |
| 34       | smooooch・∀・                                      | 게임《비트매니아 IIDX 16 EMPRESS》수록곡                                                                |
| 35       | 더블 래리어트                                      | 아고아니키P가 메구리네 루카를 이용해 만든 음악                                                          |
| 36       | 테위! ~영원 테위 ver~                              | 비누가게의 노래. 동방영야초 BGM 〈신데렐라 케이지 ~ Kagome Kagome ~ 〉 어레인지                         |
| 37       | 노심융해                                           | iroha가 카가미네 린을 이용해 만든 음악                                                                  |
| 38       | 오쟈마녀 카니발!!                                  | 애니《오쟈마녀 도레미》오프닝 테마(니코니코동화에서는, [오쟈마녀 게이츠]의 삽입곡이다)                  |
| 39       | 푸르게 타오르는 불꽃                               | 뮤지컬《테니스의 왕자》삽입곡                                                                           |
| 40       | 더 레귤러                                          | 뮤지컬《테니스의 왕자》삽입곡                                                                           |
| 41       | hammer상태                                         | 게임《동키콩》BGM                                                                                       |
| 42       | RED ZONE                                           | 게임《비트매니아 IIDX》수록곡                                                                           |
| ED1      | 가랑눈                                             | 레미오로멘의 노래                                                                                       |
| ED2      | ENDLESS RAIN                                       | 엑스 재팬의 노래                                                                                        |
| ED3      | 언인스톨                                           | 애니《보쿠라노》오프닝 테마                                                                             |
| ED4      | true My Heart                                      | 게임《Nursery Rhyme》오프닝 테마                                                                        |
| ED5      | 렛츠고! 음양사                                     | 게임《신 호혈사일족 ~번뇌해방~》삽입곡                                                                  |
| ED6      | 마리사는 엄청난 것을 훔쳐갔습니다                  | 게임《동방요요몽》BGM〈인형재판 ~인간의 형상을 한 것으로 노는 소녀〉의 어레인지곡                       |
| ED7      | 두사람의 모지핏탄                                  | 게임《말의 퍼즐 모지핏탄》테마곡                                                                        |
| ED8      | SKILL                                              | 게임《제2차 슈퍼로봇대전 알파》오프닝 테마                                                              |
| ED9      | 록맨2 Dr.와일리 스테이지1                          | 게임《록맨2》BGM〈Dr.WILY STAGE 1〉(가사는 2차 창작 추억은 억천만)                                      |
| ED10     | 츠루펫탄                                           | Silver Forest의 〈죽취비상〉〈렛츠고! 음양사〉〈두사람의 모지핏탄〉의 리믹스곡                          |
| ED11     | 맑음맑음 유쾌                                      | 애니《스즈미야 하루히의 우울》엔딩 테마                                                                 |
| ED12     | 가챠가챠큐트 피규@메이트                           | 게임《피규@메이트》오프닝 테마                                                                          |
| ED13     | 에이전트 밤을 다녀가요                             | 게임《아이돌 마스터》삽입곡                                                                             |
| ED14     | 그 녀석이야말로 테니스의 왕자님                    | 뮤지컬《테니스의 왕자》삽입곡                                                                           |
| ED15     | you                                                | 게임《쓰르라미 울적에》삽입곡                                                                           |
| ED16     | 가져가! 세일러복                                   | 애니《러키☆스타》오프닝 테마                                                                            |
| ED17     | Help me, ERINNNNNN!!                               | 게임《동방영야초》BGM〈죽취비상 ~Lunatic Princess〉의 어레인지곡                                        |
| ED18     | GO MY WAY!!                                        | 게임《아이돌 마스터》삽입곡                                                                             |
| ED19     | 에어맨을 쓰러뜨릴 수 없어                          | 앨범《에어맨을 쓰러뜨릴 수 없어》 수록곡                                                                |
| ED20     | Melt                                               | ryo가 하츠네 미쿠를 이용해 만든 음악                                                                    |
| ED21     | Little Busters!                                    | 게임《리틀 버스터즈!》오프닝 테마                                                                       |
| ED22     | God knows...                                       | 애니《스즈미야 하루히의 우울》삽입곡                                                                    |
| ED23     | 치타맨2 BGM                                        | 게임《치타맨2》BGM                                                                                      |
| ED24     | 창성의 아쿠에리온                                  | 애니《창성의 아쿠에리온》오프닝 테마                                                                    |
| ED25     | 미쿠미쿠하게 해줄게♪                               | ika가 하츠네 미쿠를 이용해 만든 음악                                                                    |
| ED26     | caramelldansen                                     | Caramell의 노래                                                                                         |
| ED27     | U.N.오웬은 그녀인 것인가?                          | 게임《동방홍마향》플랑도르 스칼렛 BGM                                                                   |
| ED28     | 붉은 맹세                                          | 애니《무장연금》오프닝 테마                                                                             |
| 43       | Don't say "lazy"                                   | 애니《케이온!》엔딩 테마                                                                                |
| *        | 시보 (니코니코 동화)                               | 니코니코 동화의 시보                                                                                    |
| 44       | Reach Out To The Truth                             | 게임《페르소나 4》수록곡                                                                                |

라스트 부분(ED1~ED28)은 'HEROES'라 표기되어 있다.
그리고 일곱색의 니코니코동화의 원곡재현판은 를 누르면 볼 수 있다. (다음 TV팟 링크, 원곡재현판 동영상은 2011년 11월 15일 오전 5시 15분에 재업로드 되어 수정되었다.)

### 초조곡 니코니코동화
| 번호     | 곡명                              | 설명 |
| 1        | Black★Rock Shooter                | ryo가 하츠네 미쿠를 이용해 만든 음악                                                                    |
| 2        | Heavenly Star                     | 건강 로켓츠의 노래                                                                                      |
| 3        | STAR RISE                         | 애니《뱀부 블레이드》엔딩 테마                                                                          |
| 4        | caramelldansen                    | Caramell의 노래                                                                                         |
| 5        | nowhere                           | 애니《MADLAX》오프닝 테마                                                                               |
| 6        | levan Polkka                      | Loutima의 노래                                                                                          |
| 7        | Bad Apple!! feat. nomico          | Alstroemeria Records의 노래. 《동방환상향》 Bad apple!! 어레인지                                        |
| 8        | 나는 도쿄에 갈 거야~              | 요시 이쿠조의 노래                                                                                      |
| 9        | 남녀                              | 타로의 노래                                                                                             |
| 10       | 붉은 맹세                         | 애니《무장연금》오프닝 테마                                                                             |
| 11       | 에어맨을 쓰러뜨릴 수 없어         | 앨범《에어맨을 쓰러뜨릴 수 없어》 수록곡                                                                |
| 12       | Melt                              | supercell의 ryo가 하츠네 미쿠를 이용해 만든 음악                                                        |
| 13       | 창성의 아쿠에리온                 | 애니《창성의 아쿠에리온》오프닝 테마                                                                    |
| 14       | 노심융해                          | iroha가 카가미네 린을 이용해 만든 음악                                                                  |
| 15       | U.N.오웬은 그녀인 것인가?         | 게임《동방홍마향》플랑도르 스칼렛 BGM                                                                   |
| 16       | 혼의 루프란                       | 영화《신세기 에반게리온 극장판 DEATH & REBIRTH 사도신생》오프닝 테마([혼의 소프란]이란 매드로도 불린다) |
| 17       | Promise                           | 히로세 코우미의 노래 (니코니코동화에서는, [ゲッダン(겟단)]의 배경음악이 되었다.)                        |
| 18       | 언인스톨                          | 애니《보쿠라노》오프닝 테마                                                                             |
| 19       | you                               | 게임《쓰르라미 울적에 해》의 메아카시 편 ED                                                             |
| 20       | 마리사는 엄청난 것을 훔쳐갔습니다 | 게임《동방요요몽》BGM〈인형재판 ~인간의 형상을 한 것으로 노는 소녀〉의 어레인지곡                       |
| 21       | 성간비행                          | 애니《마크로스F》삽입곡                                                                                 |
| 22       | 록맨2 Dr.와일리 스테이지1         | 게임《록맨2》BGM〈Dr.WILY STAGE 1〉                                                                     |
| 23       | God knows...                      | 애니《스즈미야 하루히의 우울》삽입곡                                                                    |
| 24       | 맑음맑음 유쾌                     | 애니《스즈미야 하루히의 우울》엔딩 테마                                                                 |
| 25       | 미쿠미쿠하게 해줄게♪              | ika가 하츠네 미쿠를 이용해 만든 음악                                                                    |
| 26       | 렛츠고! 음양사                    | 게임《신 호혈사일족 ~번뇌해방~》삽입곡                                                                  |
| 26-2(27) | '그 녀석이야말로 테니스의 왕자님  | 뮤지컬《테니스의 왕자》삽입곡                                                                           |

### 가치무치동화 남고제
| 번호 | 곡명                                            | 설명                                    |
| 1    | Do You Remember Rock N' Roll Radio              | 라몬즈의 오리지널곡                     |
| 2    | (EC5227WP) 패밀리마트의 입점음                  | 파나소닉의 멜로디사인중 하나            |
| 3    | 도라에몽~!                                      | 애니《도라에몽》BGM                     |
| 4    | Evans                                           | 게임《유비트》등록악곡                  |
| 5    | 루팡3세의 테마                                  | 애니《루팡 3세》주제가                  |
| 6    | 마스쿠드 데데데의 테마                          | 게임《별의 커비 울트라 슈퍼 디럭스》BGM |
| 7    | 슈퍼 카즈야의 테마                              | 가치무치 레슬링 외전-츠요시 공업편 BGM  |
| 8    | 1ST&2ND BGM                                     | 게임《마계촌》BGM                       |
| 9    | 유아하게 피어라, 묵염의 벚꽃 ~ Border of Life ~ | 게임《동방요요몽》사이교지 유유코 BGM   |
| 10   | 라빗트 패닉                                     | 세라니포지의 오리지널곡                 |
| 11   | 루카루카★나이트 피버                            | 메구리네 루카 오리지널곡/samfree        |
| 12   | 결전! 사루인 -Final Battle With Saruin-         | 게임《로맨싱 사가》BGM                  |
| 13   | 사랑의 호이호이 볶음밥                          | 유가미네 에나 오리지널곡/디스토션P      |
| 14   | Billy Herrington Is Still Alive!                | Macedonia의 오리지널곡                  |

### 가치무치동화 남고제2
| 번호 | 곡명                         | 설명                                            |
| 1    | 캐논 락                      | 요한 파헬벨의 캐논의 어레인지곡                 |
| 2    | 가르쳐줘                     | 애니《알프스의 소녀 하이디》오프닝 테마         |
| 3    | GO! GO! MANIAC               | 애니《케이온!!》오프닝 테마                     |
| 4    | 장난기 기능 (개 운 해 졌 다) | 카사네 테토의 오리지널곡                        |
| 5    | 죠크 록                      | 치벤와카야마 고등학교 야구부의 응원가           |
| 6    | 소점의 테마                  | TV프로그램《소점》주제가                        |
| 7    | 전과기사단의 테마            | 레슬링 시리즈 외전 이노우에 카브레라 잠입편 BGM |
| 8    | Second Heaven                | 게임《비트매니아 IIDX14 GOLD》등록곡            |
| 9-a  | 은각의 테마                  | 신닛포리 타운가이드 미감의 댄스스쿨편 BGM       |
| 9-b  | 대무기 보스전                | 게임《슈퍼 마리오 RPG: 일곱별의 전설》BGM       |
| 10   | 여포의 테마                  | 게임《진·삼국무쌍》BGM                          |
| 11   | 울트라세븐의 테마            | 특촬《울트라세븐》주제가                        |
| 12   | 소녀여 큰꿈을 꾸거라!!       | 게임《아이돌 마스터》아마미 하루카의 대표곡     |
| 13   | 상해홍차관 ~ Chinese Tea ~   | 게임《동방홍마향》홍 메이린 BGM                 |
| 14   | 롤링 걸                      | 하츠네 미쿠 오리지널곡/wowaka@현실도피P         |
| 15   | Sweet Home 신닛포리          | 유가미네 에나 오리지널곡/디스토션P              |
| 16   | fly me to the moon           | 게임《바요네타》BGM                             |
| 17   | JIN -진- main title          | TV드라마《JIN -진-》삽입곡                      |

### 키치가이동화 충전록
| 번호 | 곡명                        | 설명                                                              |
| 1    | BGM09 (미치광이레코드)      | 애니《차지맨 켄!》BGM                                             |
| 2    | 그대가있다면                | 애니《명탐정 코난》테마송                                         |
| 3    | 1000%SPARKING               | 애니《네기마!?》오프닝 테마                                       |
| 4    | 시드의 테스트코스           | 게임《초코보 레이싱》BGM                                          |
| 5    | 데쓰코의 방의 테마          | TV프로그램《데쓰코의 방》테마곡                                   |
| 6    | 키미가요                    | 일본의 국가                                                       |
| 7    | 부탁해 Sweet heart          | 애니《파이트 일발! 충전짱!!》엔딩 테마                            |
| 8    | Baroque Hoedown             | Perry & Kingsley 오리지널곡 (도쿄 디즈니랜드 일렉트리컬 퍼레이드) |
| 9    | 폭신한 시간                 | 애니《케이온!》삽입곡                                             |
| 10   | 더욱 싸우는 자들            | 게임《파이널 판타지 VII》BGM                                      |
| 11   | 하르트만의 요괴소녀         | 게임《동방지령전》BGM                                             |
| 12   | 호랑이 무늬의 비사문천      | 게임《동방성련선》BGM                                             |
| 13   | 우사테위                    | 게임《동방화영총》BGM〈우좌신궁의 하얀 깃발〉의 어레인지곡        |
| 14   | 요마야행                    | 게임《동방홍마향》BGM                                             |
| 15   | 헤이안의 에일리언           | 게임《동방성련선》BGM                                             |
| 16   | 신앙은 덧없는 인간을 위해서 | 게임《동방풍신록》BGM                                             |
| 17   | RED ZONE                    | 게임《beatmania IIDX 11 IIDXRED》수록곡                           |
| 18   | 차지맨 켄!                  | 애니《차지맨 켄!》오프닝 테마                                     |
| 19   | 켄과 캐론의 노래            | 애니《차지맨 켄!》삽입곡                                          |
| 20   | BGM05 (긴 여분의 BGM)       | 애니《차지맨 켄!》BGM                                             |

### 가치무치동화 남고제3
| 번호 | 곡명                          | 설명                                      |
| 1    | 하트 캐치☆파라다이스          | 애니《하트캐치 프리큐어!》엔딩 테마       |
| 2    | 방가방가의 노래               | 애니《방가방가 햄토리》오프닝 테마        |
| 3    | 마루 마루 모리 모리!          | 드라마《마루모의 규칙》주제가             |
| 4    | 풀 파워업 BGM                 | 게임《스타 솔져》BGM                      |
| 5    | 슈퍼마리오 64 메인테마        | 게임《슈퍼마리오 64》BGM                  |
| 6    | 살진의 테마                   | 시대극《망나니 장군》BGM                  |
| 7    | 전장의 메리 크리스마스        | 영화《전장의 크리스마스》주제가           |
| 8    | 안뎰 (Anděl)                  | 카렐 크릴 (Karel Kryl)의 오리지널 곡      |
| 9    | 록맨X 부머 쿠왕저STAGE의 테마 | 게임《록맨X》BGM                          |
| 10   | 어떻게 된일이야!?             | 하츠네 미쿠 오리지널곡/쿠치바시P          |
| 11   | Butterfly(UPSWING MIX)        | Smile.dk의 오리지널곡                     |
| 12   | B4U                           | 게임《댄스 댄스 레볼루션》수록곡          |
| 13   | 따스함에 감싸인다면           | 애니메이션 영화《마녀 배달부 키키》주제가 |

### 가치무치동화 남고제4
| 번호 | 곡명                            | 설명                                                        |
| 1    | Daydream Café                   | 애니《주문은 토끼입니까?》오프닝 테마                       |
| 2    | YO-KAI Disco                    | 게임《마모루군은 저주 받았다!》BGM                          |
| 3    | Extreme Chaos                   | 게임《슈퍼 봄버맨 2》BGM                                    |
| 4    | 피아노 소나타 11번 (터키행진곡) | 볼프강 아마데우스 모차르트가 작곡한 피아노 소나타           |
| 5    | 32bit lovers                    | 하츠네 미쿠 오리지널곡/바람기P                              |
| 6    | 타마유라                        | 게임《기타프릭스》와《드럼매니아》수록곡                    |
| 7    | 시크릿 카쿠레인저               | 특촬《닌자전대 카쿠레인저》주제가                           |
| 8    | 1학년이 된다면                  | 일본의 동요                                                 |
| 9    | 대항시합                        | 게임《열혈고교 피구부》BGM                                  |
| 10   | 돌아라! 설월화                  | 애니《기교소녀는 상처받지 않아》엔딩 테마                   |
| 11   | 리버스 이데올로기               | 게임《동방휘침성》BGM                                       |
| 12   | 시리우스                        | 애니《킬라킬》오프닝 테마                                   |
| 13   | 컬러풀                          | 애니메이션 영화《극장판 마법소녀 마도카☆마기카》오프닝 테마 |

## 그 외
- 2007년 12월 26일에 란티스에서 발매된 텔레비전 애니메이션 《러키☆스타》의 리믹스 앨범 《러키☆스타Re-Mix002〜《ラキスタノキワミ、アッー》【してやんよ】〜》의 여섯 번째 트랙에 수록된 〈조곡 〈러키☆스타〉 동화〉가 《조곡 니코니코 동화》를 리스펙트한 것이라고 작곡자 코우사키 사토루가 말했다.
- 2008년 3월 5일 란티스에서 그동안 낸 곡들을 조곡 형식으로 모은 《란티스 조곡 feat.NicoNicoArtists》(ランティス組曲 feat.Nico Nico Artists)을 냈다.
- 2008년 6월 22일에는 제작자 시모가 조곡 니코니코 동화 1주년을 맞이하여 (실제 1주년은 6월 23일이다.) 조곡을 직접 불러서 업로드 하였다.[7]
- 2010년 2월 14일에는 제작자 시모가 빌리 헤링턴의 MAD를 주제로한 가치무치동화 남고제 (ガチムチ動画男尻祭)를 업로드했다.[8]
- 2011년 7월 14일에는 제작자 시모가 위의 차작인 가치무치동화 남고제2 (ガチムチ動画男尻祭2)를 업로드했다.[9]
- 2011년 4월 23일에는 제작자 시모가 조곡 니코니코 동화의 700만 재생을 기념하여 조곡 니코니코 동화 개정판 (組曲『ニコニコ動画』改)을 업로드했다.[10]
- 2011년 8월 3일에는 제작자 시모가 차지맨 켄!의 MAD를 주제로한 키치가이동화 충전록 (キチガイ動画充電録)을 업로드했다.[11]
- 2012년 4월 11일에는 제작자 시모가 동명의 메들리의 차작인 가치무치동화 남고제3 (ガチムチ動画男尻祭3)을 업로드했다.[12]
- 2015년 1월 9일에는 제작자 시모가 동명의 메들리의 차작인 가치무치동화 남고제4 (ガチムチ動画男尻祭4)를 업로드했다.[13]

## 관련 문고
- 니코니코 동화 팬북 ISBN 978-4-88380-663-8

## 같이 보기
- 니코니코 동화
- 메들리